# Рапалски договор (1922)
Рапалският договор е договор между Ваймарската република (Германия) и Съветска Русия, подписан на 16 април 1922 година в италианския град Рапало. Договорът представлява отказ от каквито и да било териториални и финансови претенции, предвидени от Брест-Литовския договор, с който Революционна Русия излиза от Първата световна война. Двете правителства също се договарят да нормализират дипломатическите си отношения и за „сътрудничество в дух на взаимно доброжелателство и посрещане на икономическите нужди на двете страни“.
Договорът е подписан по време на Конференцията в Генуа от Георги Чичерин, външен министър на РСФСР, и неговият германски колега Валтер Ратенау.
На 5 ноември в Берлин към договора е подписано допълнително разширено споразумение, с което се урегулират отношенията на Германия с контролираните от Русия бъдещи съветски републики – Украинска ССР, Белоруска ССР, Грузинска ССР, Азербайджанска ССР, Арменска ССР и Далекоизточната република.
Със секретен анекс към договора от 29 юли се предвижда Германия да обучава свои военни части на територията на Съветския съюз, в нарушение на Версайския договор.
Рапалският договор слага край на дипломатическата изолация на двете страни след края на Първата световна война и Октомврийската революция. Договорът е замислен като ревизионистичен пакт срещу Версайската система от договори, с която двете страни губят значителни територии и политическа мощ, след подписването им. За Запада този договор е като предупреждение за засилващата международна позиция на двете правителства. За много консервативни и крайнодесни елементи във Ваймарска Германия Рапалският договор също е предупреждение за предприетото решение на правителството за тесни връзки със Съветския съюз.
Полша, Прибалтийските страни и Финландия са засегнати от засилващото се международно положение на Съветска Русия. В отговор на това те се опитват да установят тясно сътрудничество в областта на отбраната. Въпреки опитите на чуждите политици да попречат на това сътрудничество, главната заплаха идва от противопоставянето на идеята в парламентите на тези страни.
Макар че договореностите са потвърдени отново на хартия с Берлинския договор от 1926 г., две от Великите сили към средата на десетилетието установяват приятелски отношения с Германия – Великобритания и Франция.

## Произход
След Първата световна война и Германия, и Съветският съюз са много уязвими. Германия е загубила войната и остава изолирана. По силата на Версайския договор тя е загубила територии, както и част от немските въоръжени сили. Съветският съюз напуска войната преди края ѝ, през 1917 г. Това решение е продиктувано от Болшевишката революция и преотстъпването на територии на Германия по силата на Брест-Литовския мирен договор; след поражението над Германия, тези територии са преобразувани в нови, независими държави, включително и Полша. Подобно на германците, руснаците остават дипломатически изолирани, и след прехода към комунистическо управление губят западните си съюзници.
Първоначално Германия се надява на изпълнение на мирните промени от Версайския договор, а именно възстановяване на части от Западна Полша. През 1919 г. Германия претърпява разочарование относно целите си за териториално възстановяване и през 1920 г. въвежда икономическа блокада на Полша. Този ход също се оказва неуспешен, и нанася огромни загуби върху германските предприемачи. Тези загуби карат Германия да търси други алтернативи, които достигат своята най-крайна форма в предложението на Ханс фон Зеект, немският командир на Райхсвера, който предлага обединение между Германия и Съветския съюз, за съвместно нахлуване в Полша, предвождани от френска войска. Неговите предложения нямат особено влияние върху управляващите, но идеята за тясно сътрудничество между Германия и Съветския съюз се харесва на германските предприемачи, които виждат възможности за добър пазар в Русия.
Подобно на Германия, Русия се надява на териториални завоевания в Полша, но тези намерения остават без ефективни средства. В началото на 1919 г. избухва война между Полша и Съветския съюз. След първоначалните победи на Съветския съюз, Полша успява да контраатакува и през март 1921 г. е постигнат мир, като съветските желания за гранична ревизия до голяма степен остават неосъществени. Заради войната Съветския съюз остава изолиран от Великобритания и Франция. Поради изолацията и общите интереси относно Полша, Германия и Съветския съюз са в сходно положение, което предизвиква сближаване по между им. На 10-ата конференция през 1921 г. се търсят възможности за търговия със западните страни, които биха могли да подсигурят необходими индустриални материали.
През 1921 г. се подписва договор между Съветския съюз и Германия, където Германия признава съветския режим за единственото законно управление на Русия, и се съгласява да прекрати отношенията си с всички държави, претендиращи за сила и мощ.
Това споразумение проправя път за бъдещо сътрудничество между двете държави.

## Текст на споразумението
Германското правителство, представлявано от д-р Валтер Ратенау, държавен министър, и правителството на Руската социалистическа федеративна съветска република, представлявана от Георги Чичерин, народен комисар, се споразумяха за следното:
Член 1. Двете правителства са съгласни разногласията между Германия и Съветска Русия, възникнали между тези държави по време на състоянието на война, да се регулират по следния начин: 
А) Германската държава и РСФСР взаимно се отказват от обезщетение за военните си разходи, както и от обезщетение за военните щети, с други думи за тези щети, които са били причинени на тях и на гражданите им в районите на военните действия вследствие на военните мероприятия, като се включат и извършеното на територията на противната страна реквизиции... 
Б) Германия и Русия взаимно се отказват от обезщетение за разходите им за военнопленници. По същия начин германското правителство се отказва от обезщетение за разходите, направени за интернираните в Германия части на Червената армия. От своя страна руското правителство се отказва от обезщетение за сумите, получени от Германия от продажбата на военното имущество, внесено в Германия от тези интернирани части.
Член 2. Германия се отказва от претенции, които биха произлизали от използването до настоящия момент на законите на РСФСР по отношение на правата на германските граждани и частните им права, също както и по отношение на правата на Германия и германските земи към Русия, а също и от претенциите, които произтичат изобщо от мероприятията на РСФСР или от органите ѝ по отношение на германските граждани или към частните им права при условие, че правителството на РСФСР няма да удовлетворява аналогични претенции и на други държави.
Член 3. Дипломатическите и консулските отношения между Германия и РСФСР незабавно се възстановяват...
Член 4. Двете правителства по-нататък са съгласни, че за общото правно положение на гражданите на едната страна на територията на другата и за общото уреждане на взаимните търговски и стопански отношения трябва да действува принципът на най-благоприятното отношение...
Член 6. Двете правителства ще се отнасят взаимно благоприятно към стопанските нужди на двете страни... Германското правителство обявява готовността си да оказва възможната подкрепа на проектираните в последно време от частни фирми споразумения и да облекчи осъществяването им...

## Текст на допълнителното споразумение, 5 ноември 1922 г.
Упълномощеният представител на германското правителство Фрайхер фон Малцан, постоянен държавен секретар на външните работи; упълномощеният представител на Украинската съветска социалистическа република, а именно Хер Валдемар, член на централния изпълнителен комитет в Украйна, както и упълномощеният представител на правителството на Грузинската съветска социалистическа република, Азербайджанската съветска социалистическа република, Арменската съветска социалистическа република и Далекоизточната република а именно Николай Крестинский, пълномощен посланик и на Руската съветска социалистическа република в Берлин, чрез своите пълномощия се съгласяват за следното:
Член 1: Договорът, подписан в Рапало на 16 април 1922 г. между германския Райх и Руската съветска социалистическа република, се прилага съответно и в отношенията между германския Райх, от една страна, и Социалистическа съветска република на Украйна, Социалистическа съветска република Грузия, Социалистическа съветска република Азербайджан, Социалистическа съветска република Армения, и държавите от Далечния изток, наричани по-нататък членки-съюзници на РСФСР от друга страна. Що се отнася до член 2 от Договора от Рапало, това трябва да е валидно за прилагане до 16 април 1922 г., на законите и мерките, посочени в него.
Член 2: Германското правителство и правителството на Социалистическа съветска република Украйна се съгласяват, че определянето и уреждането на претенции, каквито могат да възникнат в полза или на германското правителство или на правителството на Украйна, от сключването на състоянието на война между Германия и Украйна по време на периода, в който германските войски са присъствали в Украйна трябва да бъде запазено.
Член 3: Всички граждани на една от договарящите се страни, които пребивават на територията на другата страна, се ползват с пълна правна защита, в съответствие с международното право и общите закони на страната на пребиваване. На гражданите на германския Райх, които влизат на територията на държавите съюзници на РСФСР в съответствие с регламентите, или при тези, които в момента пребивават в нея, се предоставят неприкосновеност по отношение на цялото имущество, взето с тях и на всички имоти, придобити на територията на държавите в съюз с РСФСР, при условие че придобиването и наемането на този имот е в съответствие със законите на държавата на пребиваване или със специфични споразумения, сключени с компетентните органи на тази държава. Износът на имущество, придобито в държавата съюзник на РСФСР, освен ако не е предвидено друго в специални споразумения, да се подчинява на законите и подзаконовите актове на държавата съюзник на РСФСР.
Член 4: Правителствата на държавите, свързани с РСФСР, имат право да се установят, на места в Германия, където имат дипломатически представители или национални търговски офиси, които имат същия правен статут като руската търговска делегация в Германия. В този случай те трябва да се припознаят с всички правни действия, извършени или от директора на техния търговски офис или от длъжностни лица, които имат пълни правомощия.
Член 5: С цел улесняване на икономическите отношения между германския Райх, от една страна, и държавите в съюз с РСФСР, от друга страна, на следните принципи са установени:
1)	Всички споразумения, сключени между гражданите на германския Райх, немски юридически лица, или немски фирми, от една страна, и правителствата на държавите, свързани с нея с РСФСР, или техните национални търговски офиси, посочени в член 4, както и физически лица, юридически лица, или фирми, принадлежащи към тези държави, от друга страна, а също и на икономическите ефекти от такива споразумения, трябва да се разглеждат в съответствие със законите на държавата, в която са били сключени и трябва да бъдат обект на юрисдикцията на тази държава. Тази разпоредба не се прилага за споразумения, които са сключени преди влизането в сила на настоящия договор.
2)	Споразуменията, посочени в (1), могат да съдържат клаузи за арбитраж. Резервът може да се направи в такива споразумения, за да ги постави под юрисдикцията на една от договарящите държави.
Член 6: Държавите, съюзници на РСФСР позволяват на лица, които са притежавали германско гражданство, но са го загубили, а също и на техните съпруги и деца, да напуснат страната, при условие, че представят доказателство за смяната на пребиваването си в Германия.
Член 7: Делегациите на двете страни и всички заети във връзка с тях лица, се въздържат от всякакви агитации или пропаганда срещу правителството и националните институции на страната, в която те пребивават.
Член 8: Настоящият договор може да бъде денонсиран, ако в срок от 3 месеца е изпратено предизвестие, по отношение на членове от 3 до 6, както и съответното приложение на член 4 от Рапалския договор.
Денонсирането може да бъде обявено от страна на Германия и на още една от държавите, в съюз с РСФСР и да влезе в сила само за отношенията си с тази държава и обратно. Ако договорът се денонсира по този начин, не се заменя от търговски договор, следователно правителствата трябва да имат право, след изтичане на срока на предизвестието, да назначат комисия от петима членове, с цел ликвидиране на стопански операции, които вече са започнали. Членовете на комисията се разглеждат като представители на недипломатически характер, като по този начин се ликвидират всички сделки, най-късно в срок от 6 месеца след изтичането на срока за настоящия договор.
Член 9: Настоящият договор подлежи на ратификация. Специални инструменти за ратификация ще бъдат разменени между Германия, от една страна, и всяка една от държавите в съюз с РСФСР, от друга страна. Веднага е направена обмяна, договорът влиза в сила между държавите, които участват в обмена.
Съставено на 5 ноември 1922.

## Допълнително четиво
- Dyck, Harvey Leonard. Weimar Germany & Soviet Russia 1926 – 1933 (1966)
- Fink, Carol, Axel Frohn, and Jurgen Heideking, eds. Genoa, Rapallo, and European Reconstruction in 1922 Cambridge University Press. 1991.
- Fink, Carol. The Genoa Conference: European Diplomacy, 1921 – 1922 U of North Carlina press, 1984
- Himmer, Robert. „Rathenau, Russia, and Rapallo.“ Central European History (1976) 9#2 pp. 146 – 183.
- Kochan, Lionel. „The Russian Road to Rapallo“. Soviet Studies, Vol. 2, No. 2 (October 1950), pp. 109 – 122.
- Lee, Marshall and Wolfgang Michalka. German Foreign Policy 1917 – 1933: Continuity or Break?. (Berg, St.Martin's Press 1987)
- Salzmann, Stephanie. Great Britain, Germany, and the Soviet Union: Rapallo and After, 1922 – 1934 Vol. 29. Boydell & Brewer, 2003.

## Препоръчителна литература
- Akten zur deutschen auswärtigen Politik 1918 – 1945. Serie A, 1918 – 1925.
- Документы внешней политики СССР Том 5. 1 января 1922 г. – 19 декабря 1922 г. – М.: Госполитиздат, 1961.